# ويليام هاميلتون (لاعب كرة قدم)
ويليام هاميلتون (بالإنجليزية: William Hamilton)‏ (1 يناير 1903 في المملكة المتحدة - ) هو مدرب كرة قدم ولاعب كرة قدم بريطاني في مركز الهجوم. لعب مع برادفورد سيتي ونادي ساوثبورت وBellshill Athletic F.C. ‏.

## وصلات خارجية
- ويليام هاميلتون على موقع قاعدة بيانات كرة القدم.إي يو (الإنجليزية)